# バンバーガーのトリアジン合成
バンバーガーのトリアジン合成（Bamberger triazine synthesis）は、1892年にユーゲン・バンバーガーによって初めて報告された、トリアジンの有機合成法である。
基質は、アニリンの類似化合物と亜硝酸ナトリウムと塩酸、そしてピルビン酸のヒドラゾンの反応から得られるアリールジアゾニウム塩である。このアゾ中間体は硫酸と酢酸によって3段階でベンゾトリアジンに変換される。